# Sentul (Babakan Madang)
Sentul is een bestuurslaag in het regentschap Bogor van de provincie West-Java, Indonesië. Sentul telt 15.646 inwoners (volkstelling 2010).

In Sentul City kan men het Sentul International Circuit vinden.